# Radoslav Látal
Radoslav „Radek“ Látal (* 6. Januar 1970 in Olmütz) ist ein ehemaliger tschechischer Fußballspieler und derzeitiger -trainer.

## Spielerkarriere
Látal spielte in den Jahren 1994–2001 als Mittelfeldspieler 187-mal (14 Tore) in der Bundesliga für den FC Schalke 04. Mit Schalke gewann er 1997 den UEFA-Cup und den DFB-Pokal 2001. Außerdem spielte er von 1987 bis 1989, von 1991 bis 1994 sowie 2001 bei Sigma Olomouc, von 1989 bis 1990 bei Dukla Prag und von 2002 bis zu seinem Karriereende im Jahr 2005 bei Baník Ostrava in der ersten tschechischen Liga. Mit Baník Ostrava wurde er 2004 tschechischer Meister und 2005 Tschechischer Pokalsieger. Außerdem wurde er 1990 noch mit Dukla Prag tschechoslowakischer Pokalsieger.
Er spielte von 1992 bis 2001 58-mal in der tschechischen Fußballnationalmannschaft, mit der er an den Europameisterschaften 1996 und 2000 teilnahm. Sein größter Erfolg mit der Nationalmannschaft war der zweite Platz bei der EM 1996. Látal beendete seine aktive Karriere 2005.

## Trainerkarriere
Látals erste Trainerstation war von 2007 bis September 2008 der Drittligist Fotbal Frýdek-Místek. Im Oktober 2008 wurde er Trainer beim Zweitligisten SFC Opava, von dem er im November 2009 entlassen wurde. Im September 2010 wurde Látal Trainer beim Zweitligisten Baník Sokolov. Nachdem Baník Ostrava sich im März 2012 von Pavel Malura getrennt hatte, wurde Látal dessen Nachfolger. Jedoch blieb er nicht lange im Amt. Nach einer Serie von schwachen Ergebnissen in der Gambrinus Liga trennte sich der Verein im Oktober 2012 von ihm. In der Saison 2013/14 war er Trainer in der Slowakei beim MFK Košice.
Im März 2015 wurde er Trainer des polnischen Erstligisten Piast Gliwice. Mit dem Verein aus Oberschlesien konnte Latal die beste Platzierung der Vereinsgeschichte herausholen und landete in der Ekstraklasa-Saison 2015/16 auf Rang zwei hinter Meister Legia Warschau. Am 15. Juli 2016 trennten sich die Wege von Látal und Piast Gliwice jedoch, nachdem der Verein im Hinspiel der UEFA-Europa-League-Qualifikation 2016/17 daheim mit 0:3 gegen den IFK Göteborg verlor. Am 1. September desselben Jahres übernahm er erneut Piast, wurde aber ein halbes Jahr später am 2. März 2017 wieder entlassen. Ab Januar 2018 trainierte er ein halbes Jahr den belarussischen Verein Dinamo Brest, danach wechselte er im Sommer zu Spartak Trnava in die Slowakei.

## Erfolge

### Als Spieler
- Tschechoslowakischer Pokalsieger 1989/90 mit dem FK Dukla Prag
- Tschechischer Pokalsieger 1989/90 mit dem FK Dukla Prag und 2004/05 mit Baník Ostrava
- Vizeeuropameister 1996 mit der tschechischen Fußballnationalmannschaft
- UEFA-Pokal-Sieger 1996/97 mit dem FC Schalke 04
- DFB-Pokalsieger 2000/01 mit dem FC Schalke 04
- Deutscher Vizemeister 2000/01 mit dem FC Schalke 04
- Tschechischer Meister 2003/04 mit Baník Ostrava

### Als Trainer
- Polnischer Vizemeister 2015/16 mit Piast Gliwice